# Den der lever stille
|  | Denne artikel er oprettet af botten Steenthbot ud fra en ekstern database. Den kan derfor have sproglige fejl eller mangler. Denne skabelon kan fjernes efter kontrol af indholdet. |

Den der lever stille er en dansk spillefilm fra 2023 instrueret af Puk Grasten.

## Handling
Den unge forfatter Leonora Christina Skov tager afstand til sine forældre efter en meget dysfunktionel opvækst. Da hun på landsdækkende tv finder ud af, at hendes mor er kommet på hospice med uhelbredelig brystkræft, bliver hun suget ind i et virvar af følelser og barndomsminder, som får hende til at tvivle på, hvad der er virkelighed og fantasi.

## Medvirkende
- Frederikke Dahl Hansen, Leonora
- Sarah Boberg, Fru Skov
- Jens Albinus, Hr. Skov
- Fenja Gramkow, Pigen / Christina
- Roberta Hilarius Reichhardt, Sygeplejerske Ditte
- Marina Bouras, Annette